# تعاليم أمينيموبي

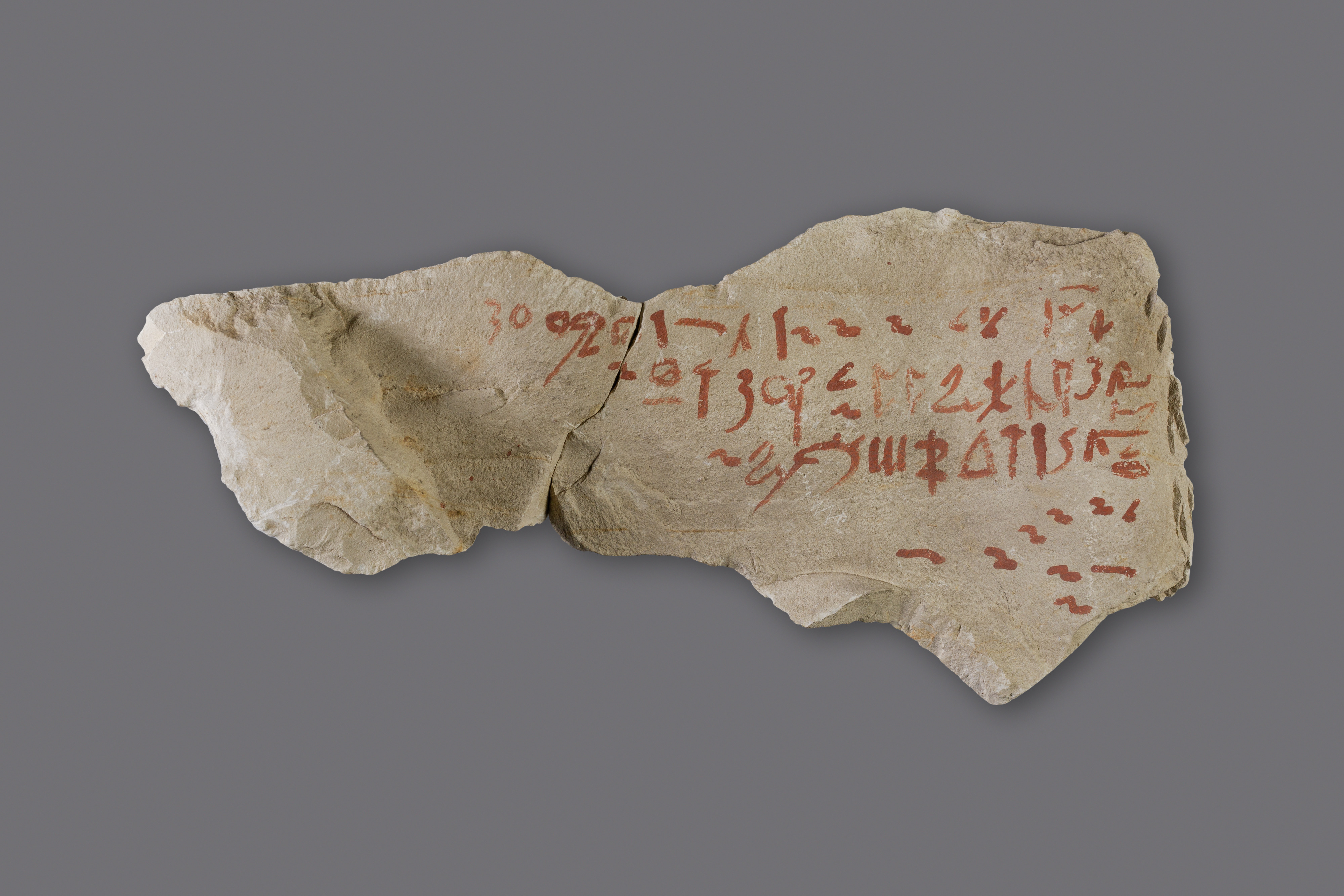
كتابة هيراطيقية على شقفة مرسومة تبدأ بـ «حكمة أمينيموبي»، يرجع تاريخها إلى 525-404 قبل الميلاد.

تعاليم أمينيموبي  هو أحد أعمال الأدب المصري القديم، التي ترجع غالبًا لحقبة الرعامسة. تحتوي التعاليم على ثلاثين فصل من النصائح للحياة الناجحة، وهي مكتوبة في صورة وصية من الكاتب «أمينيموبي بن كاناخت» لابنه. تعتبر هذه التعاليم أحد روائع أدب الحكمة في الشرق الأدنى القديم، ولها أهمية خاصة لدى علماء العصر الحديث، بسبب علاقتها بسفر الأمثال.

## وصلات خارجية
- Payrus BM 10474 British Museum
- James Roger Black, "The Instruction of Amenemope: A Critical Edition and Commentary—Prolegomenon and Prologue" (Ph.D. dissertation, University of Wisconsin–Madison, 2002.[وصلة مكسورة]
- The Instruction of Amenemope, English Translation
- The Instruction of Amen-em-apt, son of Kanakht, English Translation